# God of War II
God of War II (з англ. — «Бог Війни 2») — відеогра жанру хак-енд-слеш, розроблена студією SIE Santa Monica Studio. Друга частина серії God of War та шоста частина в хронологічному порядку. Видана навесні 2007 року для консолі PlayStation 2. Гра заснована на грецькій міфології та продовжує події попередниці.
Гравець керує головним героєм Кратосом, новим богом війни, який вбив свого попередника Ареса. Зевс, цар олімпійських богів, зраджує Кратоса, позбавляє його божественності і вбиває. Однак із Підземного світу Кратоса рятує Гея, яка просить його знайти Сестер Долі, здатних змінити його долю й дати шанс помститися Зевсу.
Ігровий процес схожий на той, що у першій частині, і зосереджений на серії комбо-атак і QTE-подій, використанні магії та розвитку здібностей героя. God of War II має головоломки та елементи платформера. Ця частина серії відрізняється від попередньої вдосконаленими головоломками і в чотири рази більшою кількістю босів .
God of War II визнана однією з найкращих ігор для PS2 та однією з найкращих екшн-ігор 2007 року, нагороджена грою року PlayStation 2 на церемонії Golden Joystick Awards . Вона стала найпопулярнішою грою у Великій Британії протягом тижня після її виходу. Вона продалася обсягом 4,24 мільйона примірників по всьому світу.
У листопаді 2009 року оновлена God of War II з покращеною графікою була випущена на PlayStation 3 як частина колекції God of War . 28 серпня 2012 була знову оновлена і випущена в складі God of War Saga.

## Ігровий процес
God of War II — це одиночна відеогра від третьої особи з нерухомою камерою огляду. Гравець керує героєм Кратосом, який перестрибує через платформи, вирішує головоломки та бореться з супротивниками. У грі більше різних комбо-атак та головоломок у порівнянні з першою частиною. Деякі з загадок досить прості, наприклад, переміщення ящика, так що гравець може використати його як точку, з якої можна перестрибнути до того місця, яке неможливо перестрибнути звичайним стрибком. У той же час інші головоломки складніші, наприклад, знайти кілька об’єктів у різних областях ігрового світу, щоб відкрити двері . Деякі головоломки потрібно розгадати прямо під час битви . God of War II вимагає підніматися по стінах і сходах, перестрибувати прірви, розгойдуватися на мотузках і балансувати на балках. Крім того, герой може літати на пегасі, а до кінця гри отримує крила Ікара, які дозволяють йому самостійно ширяти в повітрі . Герой помирає, коли шкала здоров'я героя порожня, що зменшується через удари ворогів або падіння з великої висоти.
Основною зброєю в грі є клинки Афіни, але, роблячи вдалі комбо, гравці можуть отримати спеціальні червоні сфери, які дозволяють удосконалити наявну зброю. Бої з супротивниками ґрунтуються на швидких натисканнях клавіш, і з багатьма великими супротивниками та міні-босами потрібно здійснити так званий «фінішний удар». Для того, щоб його виконати, потрібно швидко натиснути вказану послідовність клавіш.
По ігровому світу розкидані скрині, які дають різні бонуси і відновлюють здоров'я Кратоса. Існують також три спеціальні «убер-скрині», які дають додаткове здоров'я та збільшують шкоду ворогам.

## Синопсис

### Сетинг
Дія гри розгортається в стародавній Греції. Деякі з опонентів є персонажами грецької міфології, такими як гарпії, мінотаври, горгони, грифони, циклопи, цербери, сирени, сатири та німфи, інша частина опонентів була створена спеціально для гри, включаючи неживих легіонерів, ворон, варварів, монстри лордів, резервуарні собаки, кабани та армія Сестер Долі, включаючи вартових, охоронців, злочинців та первосвящеників.
Гра (за винятком спогадів Кратоса) відбувається у період між God of War: Betrayal та God of War III. Місця є як реальні (місто Родос, гора Олімп) так і взяті з міфів (Тартар, лігво Тифона).

### Персонажі

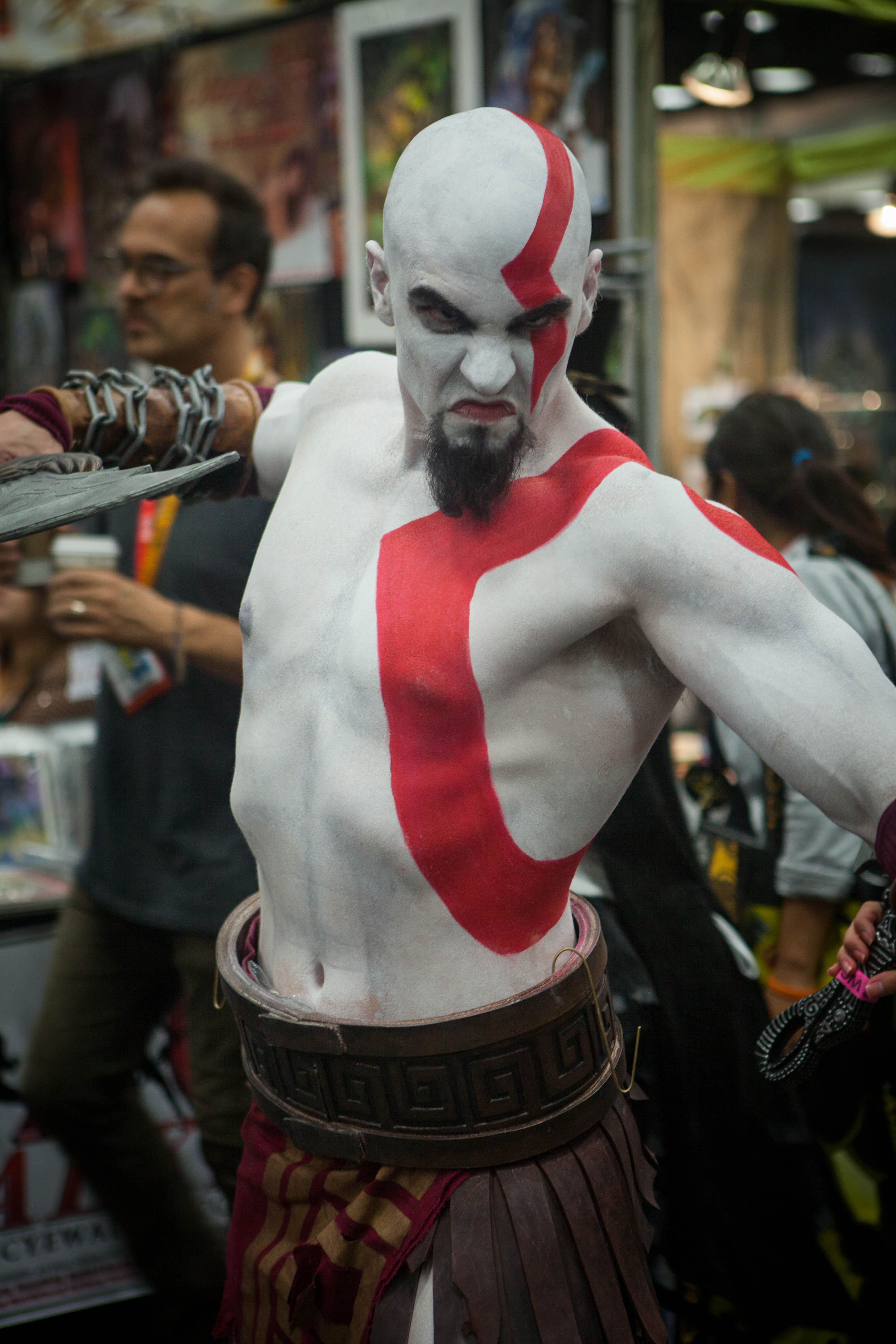
Косплей Кратос, головного героя гри

Головний герой гри — Кратос, спартанський воїн, який став богом війни після вбивства Ареса. Серед інших персонажів — Афіна, богиня мудрості; Зевс, цар богів і головний антагоніст. Кілька титанів, у тому числі Гея, Атлас, Прометей і Кронос; герої Тесей і Персей; Тифон; збентежений Ікар, Горгона Евріале; Сестри долі: Лахезія, Атропос і Клото. Інші другорядні персонажі, включаючи капітана човна та спартанського солдата, відданого Кратосу (позначено в грі як «Останній спартанець»). Дружина Кратоса Лісандр та їхня донька Каліопа з’являються у спогадах Кратоса. У спогадах Титаномахії з’являються боги Аїд і Посейдон]].

### Історія
Кратоса, нового бога війни, досі переслідують кошмари про загибель сім'ї, а інші боги уникають його. Ігноруючи застереження Афіни, Кратос приєднується до спартанської армії в нападі на Родос, під час якого гігантський орел раптово нападає на Кратоса та оживлює Колос Родоський. Під час боротьби Кратоса зі статуєю несподівано прибуває Зевс і пропонує Кратосу Клинок Олімпу, щоб перемогти Колоса. Для використання Клинка Кратосу доводиться влити у зброю свою божественну силу, ставши смертним. Він перемагає Колоса, але смертельно поранений. Виявляється, орлом був Зевс, який стверджує, що був змушений втрутитися через відмову Афіни. Потім Зевс пропонує Кратосу останню можливість далі служити, але Кратос відмовляється. Зевс вбиває його клинком і знищує спартанську армію.
Кратос повільно вирушає у підземний світ, але його рятує Гея, богиня Землі, мати титанів. Гея розповідає Кратосу, що колись вона виховувала молодого Зевса, який врешті-решт зрадив титанів, щоб помститися за жорстокість, заподіяну його братам і сестрам батьком Зевса Кроносом. Вона доручає Кратосу знайти Сестер Долі, які зможуть змінити час, запобігти смерті Кратоса й дозволити йому помститися Зевсу. За допомогою Пегаса Кратос знаходить лігво сина Геї Тифона. Ув’язнений під землею, Тифон сердиться на прибуття Пегаса, змушуючи Кратоса йти пішки. Кратос зустрічає титана Прометея, який прикутий ланцюгами і покараний за добування вогню для людства. Прометей просить Кратоса звільнити його від мук, тому Кратос протистоїть Тифону і викрадає його чарівний лук. Він засліплює величезного титана і тікає, а потім використовує свій лук, щоб звільнити Прометея, який падає у вогонь і помирає, врешті-решт звільнившись від вічних катувань. Ця жертва звільняє силу титанів, яку Кратос поглинає і використовує для звільнення Пегаса, а потім переправляє його на Острів Творіння.
Перед тим, як дістатися острова, Кратос бореться з Тесеєм і вбиває його, щоб розбудити гігантський камінь «Браму часу» — подарунок Кроноса Сестрам Долі в спробі змінити їхню долю — що перекриває шлях Кратосу на острів. Там Кратос зустрічає і перемагає кількох супротивників, деякі з яких також шукають Сестер Долі, включаючи варварського короля, Горгону, Персея та Ікара. Врешті-решт він зустрічає ув’язненого Атласа. Після того, як Кратос пояснює свій намір, Атлас заявляє, що Гея та інші титани також мстять Зевсу за поразку у Великій війні. Атлас показує, що Клинок Олімпу є ключем до перемоги над Зевсом і допомагає Кратосу потрапити до Палацу долі.
Ухилившись від пасток і перемігши велику кількість ворогів, включаючи Кракена, Кратос зустрічає невидимого ворога, який виявляється спартанським солдатом. Перед смертю солдат повідомляє Кратосу, що Зевс знищив Спарту під час відсутності Кратоса. Розгніваний, Кратос звільняє фенікса і протистоїть двом Сестрам Долі: Лахесіс та Атропос. Після того, як вони відмовляються виконати його прохання змінити час, Кратос бореться з ними. Під час цієї битви сестри намагаються змінити результат битви Кратоса з Аресом, але Кратос вбиває їх обох, а потім протистоїть останній сестрі Клото. Потім він вбиває і її та забирає нитку своєї долі, щоб повернутися до того моменту, коли Зевс зрадив його.
Кратос, на подив Зевса, хапає Клинок Олімпу й нарешті ранить його. Афіна втручається і просить Кратоса припинити, оскільки, вбивши Зевса, він знищить Олімп. Кратос ігнорує її і намагається вбити Зевса, але Афіна жертвує собою, давши пронизати себе лезом, а Зевс тікає. Перед смертю Афіна розкриває Кратосу, що він син Зевса. Зевс боявся, що Кратос узурпує його владу, так само як Зевс узурпував владу власного батька Кроноса. Кратос відповідає на це, що правління богів закінчується. Завдяки нитці долі він повертається в минуле і рятує титанів безпосередньо перед їх поразкою у Великій війні. Коли герой повертається з титанами в сьогодення, боги спостерігають, як їхні колишні вороги піднімаються на гору Олімп. Кратос, стоячи на спині Геї, викрикує, що він привів титанів до знищення Олімпу.

## Розробка
Гра була офіційно анонсована на Конференції розробників ігор 2006 року. Девід Яффе, художній керівник першої частини, оголосив, що залишає цю посаду і працюватиме над другою частиною серії як ігровий дизайнер. У червні 2006 року було оголошено, що розробкою керуватиме Барлог, Корі.
Як і перший God of War, гра використовує рушій Kinetica від Studio Santa Monica. Головний бойовий конструктор Дерек Деніелс сказав в одному з інтерв'ю, що вони працювали над тим, щоб гравець витрачав однаковий час на вирішення головоломок і битв. Деніелс зауважив, що на відміну від God of War, де магія відігравала незначну роль, у God of War II їх метою було зробити магію невід’ємною частиною бойової системи та зробити її більш витонченою. Барлог заявив, що в грі будуть представлені нові істоти та герої з міфології.
В інтерв’ю IGN у лютому 2007 року Барлог сказав, що його мета — продовжити історію попередньої гри в God of War II, розширити всесвіт і показати ще більше епічних моментів та битв. Він сказав, що вони багато чого додали до гри порівняно з першою частиною, але це все ще мало чим відрізняється від попередньої гри. Багато масових епічних моментів були перероблені, «щоб зробити кожну битву справді епічною та унікальною». Барлог також натякнув, що буде знято ще одне продовження: «історія ще не завершена, кінець тільки почався».
В іншому інтерв'ю IGN Джафф і Барлог зазначили, що вони не бачать God of War II як продовження попередньої гри. Джаффе сказав, що вони не хочуть включати номер 2 (II) у заголовок. І Джефф, і Барлог повідомили, що причина того, що God of War II з’явився на PS2 замість PS3, яка була випущена за чотири місяці до God of War II, пояснюється тим, що «на PS2 вже є 100 мільйонів людей, які можуть зіграти God of War II, як тільки вона розпочнеться». Барлог запевнив, що гру можна буде грати на PS3, яка є сумісною з PS2.

### Озвучування
Чотири актори з попередньої гри повернулися, щоб озвучити свої ролі у другій партії, включаючи Терренса Карсона та Кейта Фергюсона, які озвучили Кратоса та капітана човна відповідно. Лінда Хант повернулася як оповідач, а Керол Ругер повернулася як Афіна. Пол Ейдінг, який озвучував Зевса та Могильника в попередній версії, та Фред Татасьоре, який озвучив Посейдона, повернулися, але не повторили ролі, а озвучили Тесея та Тифона відповідно. Роль Зевса взяв Корі Бертон. Видатні актори Майкл Кларк Дункан та Лі-Еллін Бейкер озвучували Атлас та Лахезію відповідно, тоді як Гаррі Хемлін озвучував Персея.

## Випуск
God of War II вийшов у Північній Америці 13 березня 2007 р., у Європі — 27 квітня, а в Австралії — 3 травня. Гра була випущена в Японії 25 жовтня Capcom під назвою God of War II: Shūen no Jokyoku (яп. ゴッド・オブ・ウォーII 終焉への序曲)序曲). Північноамериканська версія була упакована у набір із двох дисків: перший диск із грою та другий диск, присвячений розробці гри, включаючи виробничий щоденник гри. Євро-австралійська версія гри була випущена у двох різних версіях: стандарт для одного диска та подвійний диск «Special Edition» з різною графікою та бонус-DVD. 6 квітня 2008 року «Special Edition» стало доступним у серії «Найбільші хіти» на PS2.
Після свого випуску God of War II став комерційно успішним на кількох ринках. У Північній Америці до кінця березня 2007 року було продано 833 000 примірників. У той же час, гра була найпопулярнішою грою у Великій Британії за перший тиждень виходу. За перші три місяці після виходу було продано більше 1 мільйона копій, а в червні 2012 року Sony повідомила про продаж понад 4,24 мільйона копій по всьому світу.
Гра була випущена в Північній Америці 17 листопада 2009 року як частина колекції God of War, де представлені оновлені порти PS3 обох ігор з покращеною графікою та підтримкою трофеїв PS3. Колекція God of War стала доступною в Японії 18 березня, Австралії 29 квітня та Великій Британії 30 квітня 2010 року. 6 травня 2014 року колекція God of War була випущена для PlayStation Vita. До червня 2012 року колекція God of War була продана у 2,4 мільйонах примірників по всьому світу. 28 серпня 2012 року колекція God of War, God of War III та God of War: Origins Collection були включені до складу God of War Saga під PlayStation Collection для PS3 у Північній Америці.

### Маркетинг
Демо-диск God of War II був доступний усім гравцям, які попередньо замовили гру. 1 березня 2007 року Sony провела медіа-захід в Афінах в рамках маркетингової кампанії гри, де були представлені моделі топлес і мертва коза. Наступного місяця Daily Mail, який дізнався про цю подію з британського офіційного журналу PlayStation, який опублікував фотографії з цієї події, назвав інцидент «розбещеним рекламним трюком». У відповідь представники Sony сказали, що подія була дуже перебільшеною і стаття містила кілька неточностей, але вибачилися за подію, хоча вирішили припинити розповсюдження офіційного журналу PlayStation, щоб видалити двосторінковий розділ у 80 000 примірників.

## Саундтрек
10 квітня 2007 року God of War II: Original Soundtrack from the Video Game, складеної Джерардом Маріно, Майком Реганом, Роном Фішем та Крісом Веласко, був випущений на компакт-диску (66 хвилин 41 секунду). У березні 2010 року саундтрек був випущений як частина трилогії God of War Trilogy у God of War III Ultimate Edition.
| Track listing | Track listing                      | Track listing         | Track listing |
| #             | Назва                              | Автор музики          | Тривалість    |
| ------------- | ---------------------------------- | --------------------- | ------------- |
| 1.            | «Main Titles»                      | Marino                | 2:59          |
| 2.            | «The Glory of Sparta»              | Reagan                | 3:10          |
| 3.            | «The Way of the Gods»              | Marino                | 2:13          |
| 4.            | «Colossus of Rhodes»               | Marino                | 2:22          |
| 5.            | «The Bathhouse»                    | Reagan                | 2:02          |
| 6.            | «Death of Kratos»                  | Marino                | 4:12          |
| 7.            | «The End Begins»                   | Marino                | 1:57          |
| 8.            | «Typhon Mountain»                  | Reagan                | 3:14          |
| 9.            | «Waking the Sleeping Giant»        | Velasco               | 1:49          |
| 10.           | «Battle for the Skies»             | Reagan                | 2:12          |
| 11.           | «Exploring the Isle»               | Marino                | 2:19          |
| 12.           | «The Isle of Creation»             | Velasco               | 3:20          |
| 13.           | «The Summit of Sacrifice»          | Fish                  | 2:35          |
| 14.           | «An Audience with Cronos»          | Fish                  | 2:07          |
| 15.           | «The Barbarian King Returns»       | Velasco               | 2:00          |
| 16.           | «Bog of Lost Souls»                | Fish                  | 2:19          |
| 17.           | «Battle in the Bog»                | Reagan                | 2:00          |
| 18.           | «Crossing the Lowlands»            | Marino                | 2:07          |
| 19.           | «Atlas»                            | Fish                  | 3:37          |
| 20.           | «Palace of the Fates»              | Fish                  | 2:46          |
| 21.           | «Phoenix Rising»                   | Velasco               | 2:16          |
| 22.           | «Ashen Spire»                      | Marino                | 1:06          |
| 23.           | «Athena»                           | Marino                | 0:56          |
| 24.           | «The Battle for Olympus»           | Marino                | 3:11          |
| 25.           | «Junkie XL Colossus Remix»         | Junkie XL             | 4:24          |
| 26.           | «Blood of Destiny»                 | Shadows Fall          | 2:43          |
| 27.           | «God-Like»                         | George «Tragic» Doman | 2:14          |
| 28.           | «Atlas Remembers» (Bonus Track)    | Marino                | 4:11          |
| 29.           | «Kratos and Atropos» (Bonus Track) | Fish                  | 1:33          |
| 30.           | «Pursuing Destiny» (Bonus Track)   | Velasco               | 3:36          |
| 31.           | «Theme Of Fates» (Bonus Track)     | Marino                | 2:11          |

## Книга
Офіційна новелізація гри, God of War II, була оголошена в липні 2009 року разом з новелізацією першого God of War. Книга була написана Робертом Уордеманом і опублікована 12 лютого 2013 р. У Північній Америці видавництвом Del Rey Books (дочірньою компанією Ballantine Books) та 19 лютого 2013 р. У Європі видавництвом Titan Books. Книга доступна на папері, на Amazon Kindle та в аудіоформаті, озвучений Пітером Беркротом. Сюжет книги майже повністю повторює сюжет гри, частково розширюючи її.

## Сприйняття
God of War II отримав визнання критиків і вважається однією з найкращих ігор на PS2. На GameRankings і Metacritic гра в середньому становить 92,68% і 93 із 100 балів відповідно.
Кріс Ропер з IGN сказав, що гра забезпечує «унікальний ігровий досвід». Він зазначив, що гра «практично позбавлена» вад оригіналу. Ропер також високо оцінив ігровий процес, масштабність рівнів та різноманітність навколишнього середовища, порівняно з першою частиною. Він сказав, що ігровий процес цієї гри є одним з найбільш «складних і витончених досвіду… в іграх». Хоча він помітив, що бойова механіка майже ідентична оригіналу, він заявив, що це нітрохи не засмутилося з цього приводу, сказавши, що це «з поважної причини, оскільки в першій частині вона вже була ідеальною».
Крістан Рід з Eurogamer зазначив, що гра стала набагато кращою, ніж перша частина. Він похвалив майже все в грі, від історії до ігрового процесу до саундтреку. Рід зазначив, що якщо гравці зможуть виявити якісь недоліки, вони будуть базуватися на «особистому смаку» та уподобаннях гравця. Алекс Наварро з GameSpot високо оцінив темп гри та головоломку і сказав, що «масштаб деяких рівнів неймовірно епічний». Він також розкрив, що історія цікава, тому що вона більше стосується того, що відбувається навколо Кратоса, ніж того, що відбувається з ним. Метт Леоне з 1UP прокоментував, що найсильніший аспект гри «полягає в тому, що і історія, і дія чудові».
Російськомовні видання також високо оцінили гру. Сергій Озерцов з Игры@mail.Ru сказав, що сюжет «лише виправдовує дії, що відбуваються на екрані», і розробники чудово попрацювали над помилками після виходу першої частини. Озерцов також високо оцінив різноманітність локацій та зброї, бої з босами та розумних суперників. Рецензент з VRgames оцінив гру 9,5 з 10, похваливши «нестримну» дію, ігровий процес та хорошу атмосферу та графіку, але сказав, що «старих монстрів більше, ніж нових», і це засмучує.
Водночас Ропер повідомив, що є кілька загадок, «які здаються трохи незавершеними». Він розкритикував складність розблокування деяких бонусів, оскільки деякі вимоги «неймовірно важкі для більшості гравців». GameTrailers розкритикували невидимі стіни, заявивши, що вони не дають гравцеві ніякої свободи вибору, але все ж називають гру чудовою, відзначаючи різноманітність зброї та графіки. Наварро розкритикував простоту поєдинку, заявивши, що він «як і раніше схильний перезаписувати кнопку». Рід був засмучений тим, що гра не принесла нічого нового в серію. Озерцов зазначив, що «технічно застаріла PlayStation 2 — не найкраща платформа для гри такого масштабу».
Саундтрек був схвалений критиками. Дейв Валентин з Square Enix Music Online дав саундтреку 8 з 10 і сказав, що він більш різноманітний, ніж перша частина. Спенс Д. з IGN також високо оцінив саундтрек.

### Нагороди
У 2007 році God of War II був названий найкращою ігрою року PS2 на 25-й церемонії вручення нагород Golden Joystick Awards та був визнаний UGO PlayStation 2 ігрою року. На церемонії вручення премії Spike Video Game Awards 2007 гра була номінована на найкращі бойовики та найкращі оригінальні саундтреки. У 2009 році IGN назвала God of War II однією з найкращих ігор PS2 усіх часів. У листопаді 2012 року журнал Complex назвав God of War II найкращою грою на PS2.
God Of War 2 (PS2) став переможцем Ігор BAFTA 2007 за історію та персонажів та технічні досягнення.